# Георги, Рене
Рене Шарль Фредерик Жюль Георги (фр. René Charles Frédéric Jules Georgi; 4 ноября 1878, Сен-Манде — 27 сентября 1961, VII округ Парижа) — французский теннисист. Участник летних Олимпийских игр 1900 года.

## Биография
Жюль Георги родился 4 ноября 1878 года во французском городе Сен-Манде.
Занимался теннисом.
В 1900 году вошёл в состав сборной Франции на летних Олимпийских играх в Париже. Участвовал в двух турнирах второго класса в рамках олимпийской программы, в которых не разыгрывались медали. В турнире с гандикапом в одиночном разряде в 1/16 финала победил Анри Валле из Франции — 6:4, 0:6, 7:5, в 1/8 финала остался без соперника, в четвертьфинале победил Мараже из Франции — 6:2, 6:3, в полуфинале уступил Моро из Великобритании — 5:7, 2:6. В турнире с гандикапом в парном разряде вместе с Карлом Георги из Франции в четвертьфинале проиграли Морису Жермо и Финже из Франции — 4:6, 3:6.
Умер 27 сентября 1961 года в Париже.